# 페레스베트 (레이저 무기)

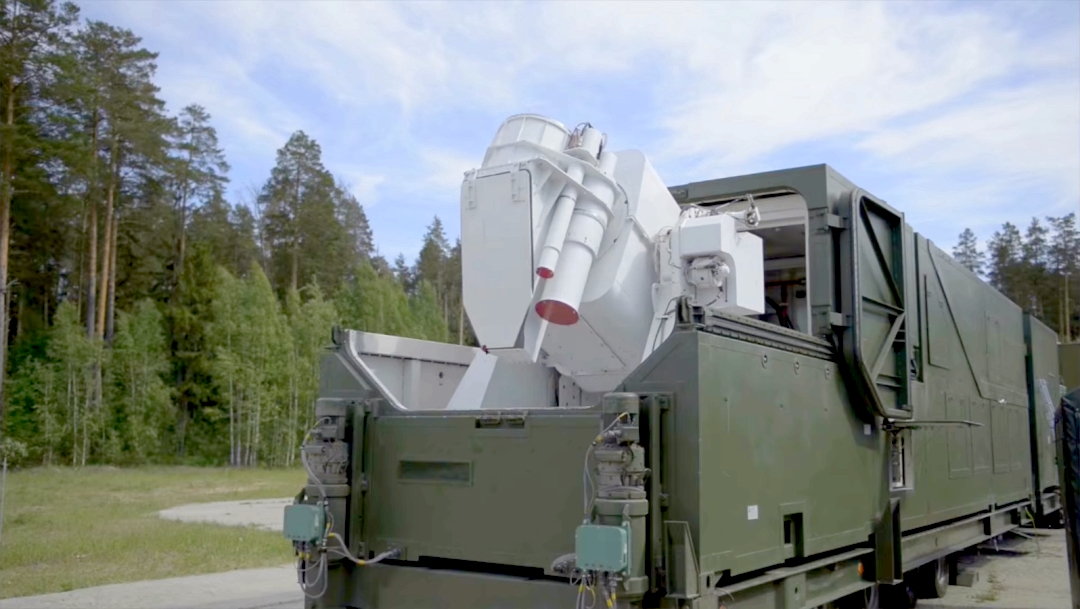
페레스트베트 레이저포

페레스베트(Peresvet)는 러시아가 개발한 레이저 무기이다.

## 역사
2018년 3월 1일, 푸틴 대통령 의회 국정연설에서 6개의 전략 무기를 발표했다. 푸틴은 페레스베트를 가리켜 "더 이상은 개념이나 계획이 아니다"라고 말했다.
12월 5일, 러시아가 개발한 신형 레이저 무기 페레스베트가 실전배치되었다.
레이저 무기가 소형 드론을 격추하기 위해서는 50~60kW급이, 대전차 미사일을 격파하기 위해선 100kW급이, 순항미사일을 요격하려면 300kW급으로 출력이 높아져야 하는 것으로 알려져 있다.

## 사거리
러시아는 페레스베트 레이저 무기가 5초만에 3마일 떨어진 드론을 요격하며, 1500 km 떨어진 인공위성을 무력화시킬 수 있다고 주장한다.

## 게임체인저
2018년 3월, 푸틴 대통령이 의회 연설에서 밝힌 최신형 러시아 전략 핵무기 6종을 발표했다.
- RS-28 사르마트, 지상발사형 ICBM, 아방가르드 (미사일) 3개 탑재
- 아방가르드 (미사일), ICBM 탄두부에 장착하는 극초음속 비행체
- 3M22 지르콘, 극초음속 대함 미사일
- Kh-47M2 킨잘, 극초음속 공대지 미사일
- 9M730 부레베스트니크, 핵추진 순항 미사일
- 페레스베트

## 대한민국
박근혜 정부는 러시아에서 레이저 무기를 수입했다. 레이저 대공무기를 개발중이다. 2023년에 개발이 완료될 계획이다.